# Aterciopelados
Aterciopelados est un groupe colombien de rock alternatif, originaire de Bogota. Il est dirigé par Andrea Echeverri et Héctor Buitrago. Le groupe a vu le jour en 1990 sous le nom de Delia y los Aminoácidos, puis d'Aterciopelados en 1993.
Aterciopelados connait un grand succès national et international car leur musique est considérée comme innovante et authentique pour son mélange de rock et de racines folk colombiennes (et latino-américaines). Ils sont parmi les premiers groupes de rock colombien à attirer l'attention internationale et figurent parmi les meilleurs groupes de rock en espagnol de tous les temps. Le magazine Time écrit que « le véritable talent d'Aterciopelados réside dans sa capacité à prendre des styles musicaux du nord de la frontière et à leur insuffler une nouvelle vie, tout en leur donnant un éclat distinctement colombien » ; en outre, Aterciopelados interpelle le public du monde entier avec son message de conscience sociale. Aterciopelados s'exprime sur des sujets importants tels que l'injustice, la politique, la promotion des droits des femmes et l'environnement.
Des titres comme Bolero Falaz (9e), Sortilegio (4e), Bolero Falaz (19e), Florecita rockera (37e) et Mujer Gala (95e)  atteignent les classements musicaux.

## Histoire

### Débuts

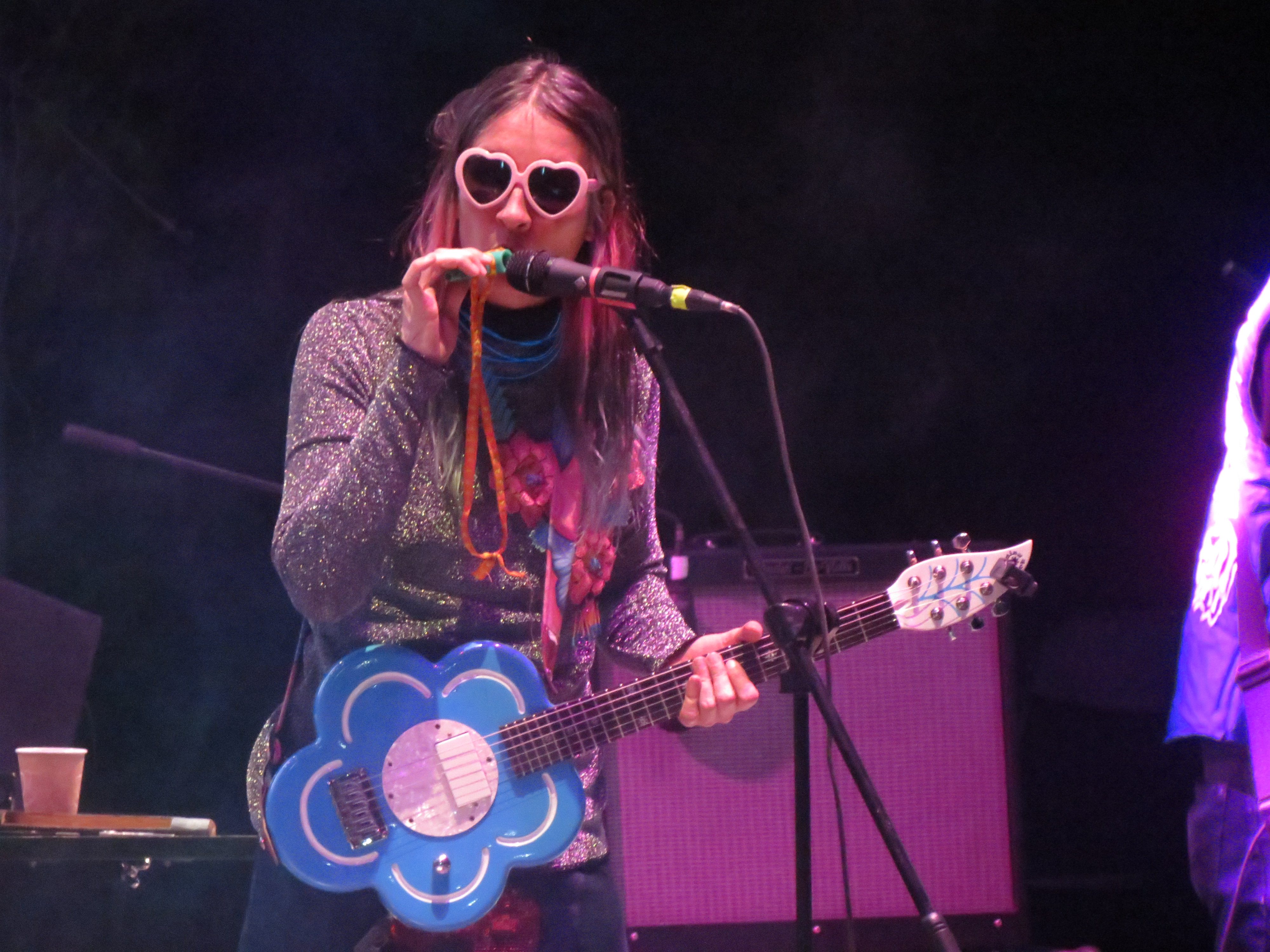
Aterciopelados au Feria Nacional de San Marcos, 2017.

Andrea et Héctor se mettent en couple et entrent sur la scène underground de Bogota avec leur groupe Delia y los Aminoácidos, qui fonctionne entre 1988 et 1990, jouant dans leur propre bar (Bar Barie) et devant un public qui reconnaissait déjà le groupe. Quelque temps plus tard, Andrea et Héctor rompent leur relation, entraînant la disparition du groupe et du bar. Andrea poursuit ses études d'arts plastiques, tout en enseignant et en chantant dans le groupe Distrito Especial. Héctor, quant à lui, se consacre à la radio. 
En 1993, après s'être réunis, de nouveaux changements ont lieu dans le groupe, avec les nouveaux musiciens Andrés Giraldo à la batterie et Charlie Márquez à la guitare, étant ainsi reconnus comme la formation originale du groupe, avec laquelle leur premier album a été crédité ; grâce à cela, leur premier succès Mujer Gala est façonné après un enregistrement léger d'un peu plus d'une heure dans les modestes studios de Javeriana Estéreo. C'est avec cette chanson qu'ils obtiendront une reconnaissance rapide.
L'album El Dorado fait d'eux des stars en Colombie, mais ce n'était que le début d'une carrière fructueuse et réussie, avec des ventes d'environ 50 000 exemplaires, ce qui est un grand succès à l'époque pour un artiste colombien, et qui les amène à faire de grandes tournées nationales, étant le grand groupe de révélation colombien de cette année-là.
En 1995, le batteur Alejandro Duque rejoint le groupe, ainsi qu'un nouveau guitariste, Alejandro Gómez Cáceres. Ce dernier restera le guitariste principal jusqu'en 2001. Ils sont invités au premier Rock al parque avec des groupes comme 1280 Almas, Catedral, La Derecha, Compañía Ilimitada, Darkness et Poligamia.
Avec la nouvelle formation, ils sortent en avril 1995 leur deuxième album El Dorado, plus influencé par les rythmes traditionnels colombiens et latino-américains. Grâce à cette « fusion », il est considéré comme l'un des meilleurs albums de l'histoire du rock colombien et latino-américain. Ce travail les conduira au succès et à la reconnaissance internationale grâce à des chansons telles que Florecita Rockera, Candela, El Dorado, Colombia Conexión, La Estaca et leur premier grand succès international Bolero falaz, une chanson qui les a conduits à une position sur MTV Amérique latine. Ils sont invités à ouvrir les concerts de Caifanes dans certaines régions de Colombie dans le cadre de la tournée El nervio del volcán,. 
La large diffusion de l'album les emmène pour la première fois en tournée à l'étranger, vendant des milliers d'exemplaires en Amérique latine. Ils font la première partie de Soda Stereo à La Plata, devant plus de 120 000 spectateurs et en Espagne, où ils font la première partie de Héroes del Silencio. L'année suivante, ils sont arrivés pour la première fois aux États-Unis pour jouer avec Soda Stereo à Los Angeles, Chicago, New York, Miami et San Juan à Porto Rico. En mars 1996, Soda Stereo invite Andrea à se joindre à eux dans le cadre de leur MTV Unplugged.
Le succès commercial est très important au cours de la première année. El Dorado se vend à 120 000 exemplaires, un record pour un groupe de rock en Colombie.

### Années 2000
Leur dernier album dans les années 2000, Rio se caractérise par son concept écologique. L'album sort le 21 octobre 2008 et comprend des musiciens invités tels que Goyo de ChocQuibTown, les musiciens andins Kapari Walka et la légende de la gaita Paito. La pochette de l'album est un graffiti (fait à la main avec de la peinture à l'eau, pas de peinture en aérosol) d'un anaconda ancestral, mère de l'humanité selon les peuples indigènes et symbole de la rivière, utilisé comme métaphore pour la récupération du río Bogotá.
Cette dernière œuvre reçoit de bonnes critiques aux États-Unis et dans les autres pays où elle est sortie, et les emmène également en tournée dans le monde entier, y compris pour la première fois en Australie. Ils commencent également à se faire les porte-drapeaux d'Amnesty International, se produisant lors de diverses manifestations de l'organisation et renforçant leur engagement en faveur de la « musique de protestation ». Ils sont nommés pour le Grammy Award du meilleur album de rock alternatif ou urban pour leur album Río et pour les MTV Awards 2009 du meilleur groupe central, et remportent le Shock Award du groupe de rock de l'année. Pour compléter le succès de cette récompense, Río est choisi en 2012 par le magazine Rolling Stone comme l'un des 10 albums les plus importants de l'histoire de la musique latine, aux côtés de Café Tacvba, Soda Stereo et Manu Chao.

### Années 2010

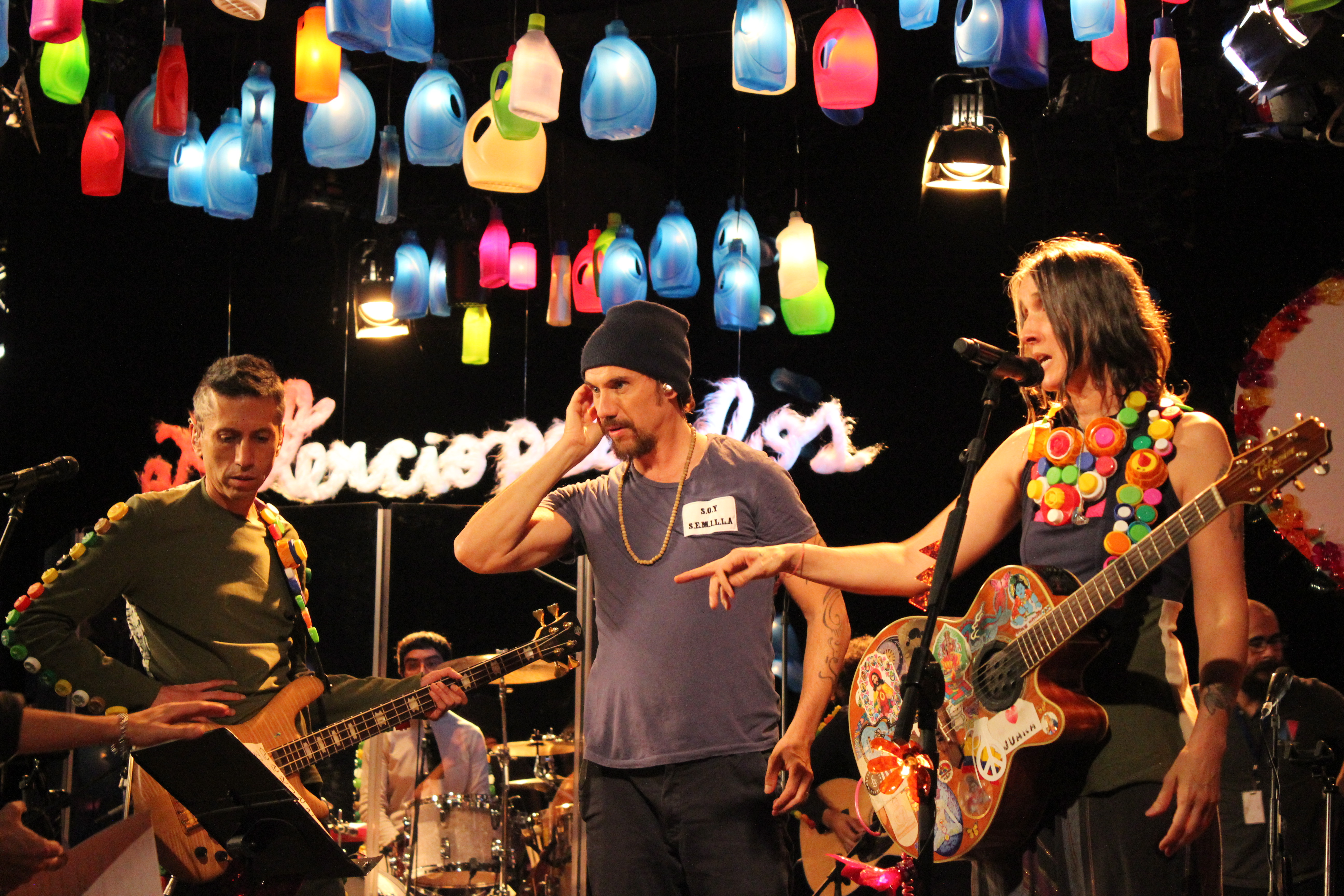
Aterciopelados et Macaco.

Les Aterciopelados remontent sur scène en 2014 pour commémorer les 20 ans de Rock al parque et continuent avec Vive Latino, Pal Norte, Frontera, Estéreo Pícnic et Cumbre Tajín, entre autres. Fin 2014, ils lancent leur livre Con el Corazón en la Mano qui célèbre leurs plus de 20 ans de tournées colorées, leurs productions musicales, leur esthétique identitaire et leur travail humanitaire, accompagnés de couvertures frappantes, de photos emblématiques et d'articles de presse.
Le 22 avril 2016, leur premier album live Reluciente, rechinante y aterciopelado, qui comprend un DVD, est publié par Sony Music, produit par Rafael Arcaute et mixé par Rafael Sardina. Selon les mots du groupe, « cette nouvelle version est dynamique, festive, joyeuse et vous invite à penser magnifiquement et à célébrer la vie », l'album est précédé d'une longue tournée nationale, le premier single est une nouvelle version de la chanson Luz Azul avec l'artiste espagnol Macaco, et le second est une nouvelle reprise de Florecita Rockera avec la participation de Catalina García (Monsieur Periné) et Goyo (ChocQuibTown). La promotion de l'album les entraîne dans une vaste tournée internationale de concerts Le Reluciente y rechinante Tour les emmène dans plusieurs pays d'Amérique du Sud, à Cuba et en Europe : Espagne, Pays-Bas et Allemagne ; ils participent à de nombreux festivals au Mexique ainsi qu'à des représentations confirmées aux États-Unis (Cleveland, Washington, New York, Boston et Dallas). À la mi-2017, ils sont de nouveau certifié disque d'or pour les ventes globales de l'album. 
En juillet 2018, le premier documentaire officiel du groupe Símbolo Marciano sort avec la participation de musiciens et de personnages qui ont marqué l'histoire du groupe au cours de ses 25 ans. Ils donnent 2 concerts ensemble avec l'orchestre philharmonique de Bogota où plus de 80 000 personnes assistent à la reprise symphonique de la discographie d'Aterciopelados et reçoivent le Latin Grammy du « meilleur album de musique alternative » pour Claroscura ainsi que l'obtention d'une autre nomination pour les Grammy Awards. Le Claroscura Tour est un succès total, enregistrant des concerts à guichets fermés dans presque toutes les salles et générant une véritable euphorie dans les festivals auxquels ils participent. L'Espagne, le Mexique, les États-Unis, le Pérou, le Costa Rica, le Honduras, et de nombreuses villes colombiennes sont visités au cours de la tournée

### Années 2020
Aterciopelados sort l'album Tropiplop, produit par Héctor Buitrago, Andrea Echeverri et Leonardo Castiblanco, en mai 2021 au format numérique. L'album comprend notamment les singles 15aÑERA, Antidiva, Gritemos, Destapabocas et Los 90, ce dernier étant la bande originale de la série Ruido capital de Movistar Play. Masterisé par José Blanco et mixé par María Elisa Ayerbe aux South Mountain Studios, César Sogbe, Eduardo López, Jorge Corredor et Harbey Marín. 

## Discographie

### Albums studio
- 1994 : Con el corazón en la Mano
- 1995 : El Dorado
- 1997 : La Pipa de la paz
- 1998 : Caribe atómico
- 2000 : Gozo poderoso
- 2002 : Evolución
- 2006 : Oye
- 2008 : Río
- 2016 : Reluciente, rechinante y aterciopelado (album live)
- 2018 : Claroscura
- 2021 : Tropiplop

### EP
- 2001 : Una pequeña historia (BMG)
- 2005 : Live Session (exclusivement sur iTunes) (Universal Music)
- Technological Mixes (BMG/Ariola de Colombia)